# Поддубье (Куженкинское сельское поселение)
Поддубье — деревня в Бологовском районе Тверской области, входит в состав Куженкинского сельского поселения.

## География
Деревня находится в северной части Тверской области на расстоянии приблизительно 6 км на юг по прямой от районного центра города Бологое на северном берегу озера Славинское.

## История
Деревня не учитывалась в 1909 году. Ее появление отмечено уже на карте 1983 года. Вся территория деревни занята садоводческими товариществами «Поддубье» и «Родник».

## Население
Численность населения: 2 (русские 50 %, украинцы 50 %) в 2002 году, 1 в 2010.